# Belîi Plașcik
Belîi Plașcik (în scriere chirilică: Белый Плащик; în traducere literală „Halatul alb”) este primul single lansat de formația rusă t.A.T.u. făcând parte din materialul discografic intitulat Upravlenie otbrosami, în traducere literală Gestiunea deșeurilor.
Lansarea oficială a avut loc pe 29 noiembrie 2007 la postul de televiziune MTV Rusia, bucurându-se încă de la început de succes pe plan internațional. Versurile melodiei au fost compuse de Maria Maksakova, o fană în vârstă de 16 ani, din Sankt Petersburg.